# 'Ndrina Crea
I Crea sono una 'ndrina originaria di Rizziconi.

## Storia

### Anni '90
Nel 1995 viene ucciso Domenico Bruzzese e il cognanto Antonio Madafferi.

### Anni 2000
- Il 3 luglio 2006 nella frazione Castellace del comune di Oppido Mamertina (nella piana di Gioia Tauro) è stato arrestato il boss latitante da 10 anni Teodoro Crea, di 67 anni, durante una riunione della 'ndrangheta insieme ad altri due affiliati[2][3][4].

- Nell'operazione Toro vengono arrestati esponenti della cosca di Rizziconi.[5]

### Oggi
- Il 4 giugno 2014 a Rizziconi, su denuncia del sindaco e dopo due anni di indagini vengono arrestate 16 persone riconducibile alle 'ndrine Crea ed Alvaro. Tra gli arrestati anche un ex assessore e due ex consiglieri comunali[6][7].
- Il 29 gennaio 2016 vengono arrestati in un bunker scovato in località Agro di Maropati Giuseppe Ferraro del locale di Oppido Mamertina latitante dal 1998 e Giuseppe Crea latitante dal 2006 e reggente attuale del clan[8][9].
- Il 26 dicembre 2018 viene ucciso a Pesaro Marcello Bruzzese, fratello del pentito Girolamo Biagio Bruzzese e figlio di Domenico, ex braccio destro di Teodoro Crea[1].
- Il 2 agosto 2019 viene arrestato a Santa Domenica di Ricadi (VV) il boss Domenico Crea, 37 anni, latitante dal 2015, condannato il 4 aprile 2019 a 21 anni di carcere per associazione di stampo mafioso ed estorsione[10].
- 16 novembre 2021: operazione Nuova Narcos Europea contro i Molè, i Pesce e i Crea[11][12][13][14].

## Capibastone
- Teodoro Crea, arrestato nel 2006;
- Giuseppe Crea, arrestato nel 2016;
- Nino Crea, presunto capobastone[15];
- Domenico Crea, arrestato nel 2019;
- Giuseppe Crea, nipote di Teodoro Crea, arrestato il 30 maggio 2021[16].

## Media
- Trasmissione del 2 gennaio 2019 di Fatti e Misfatti - I fuorilegge, rubrica di TGcom[15].
- La piana degli dei - 22ª puntata andata in onda il 22 luglio 2021 del docu-reality Cose nostre[17].